# 바르빈코베

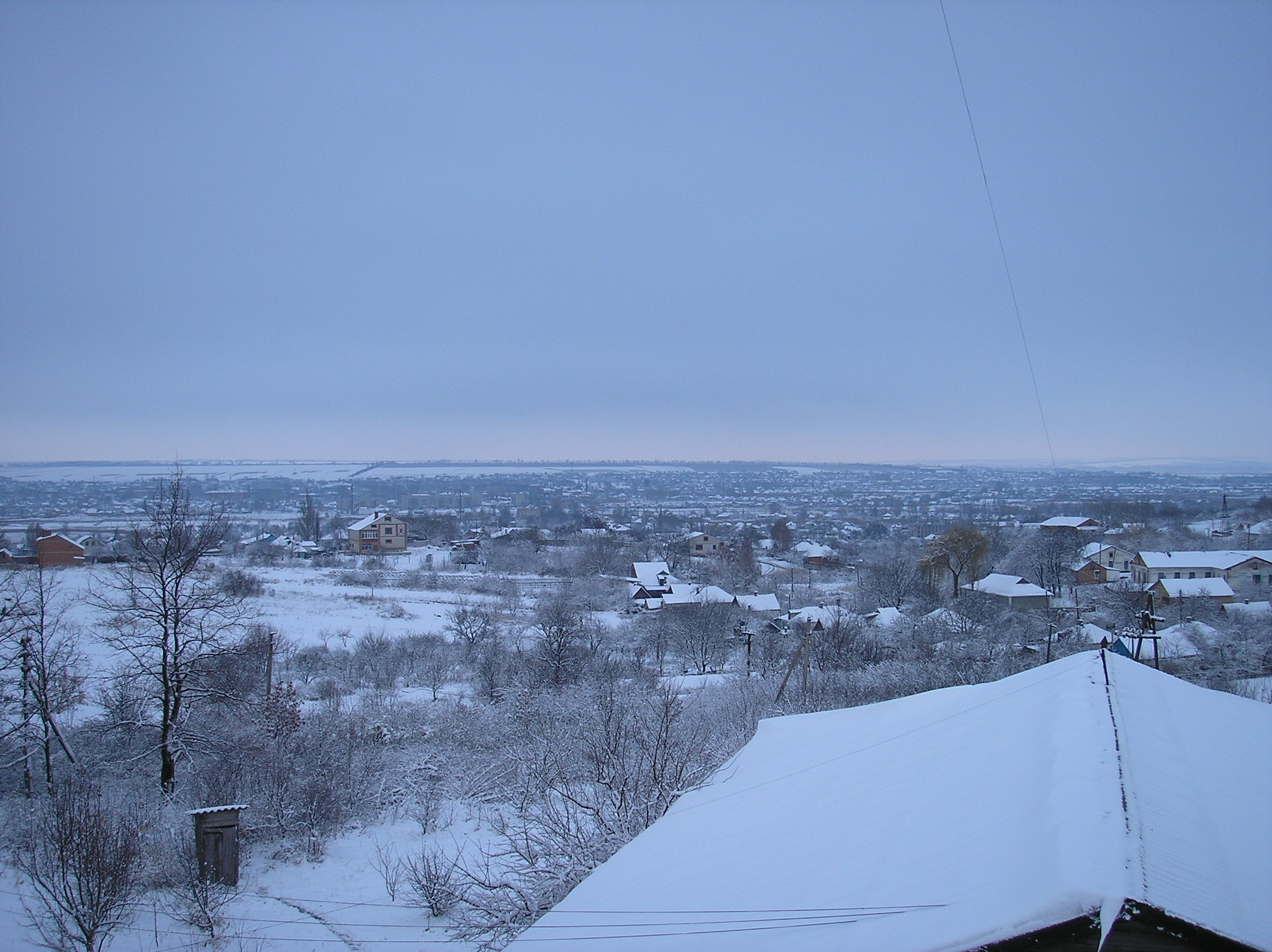

바르빈코베(우크라이나어: Барвінкове) 또는 바르벤코보(러시아어: Барве́нково)는 우크라이나 하르키우주의 도시이다. 인구 수: 8,110 (2021 est.)
바르빈코베는 1653년 처음 언급되었다.

## 갤러리

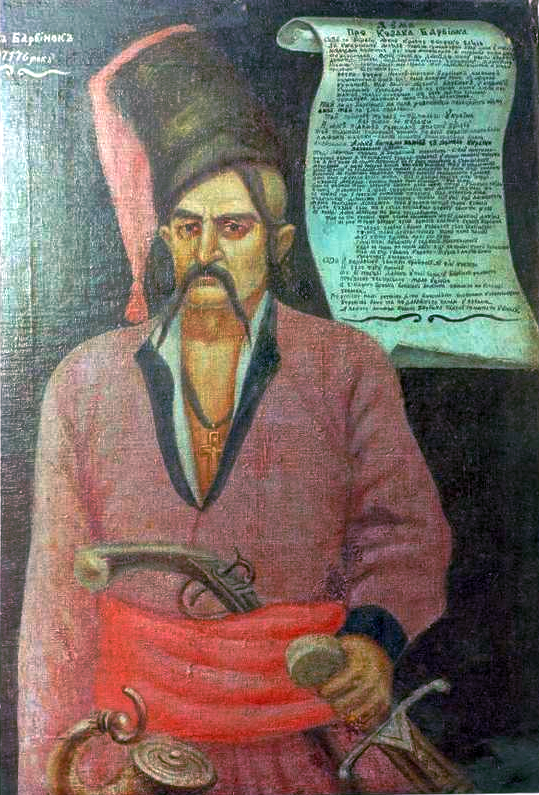
아티만 이반 바르비노크: 바르빈코베의 설립자
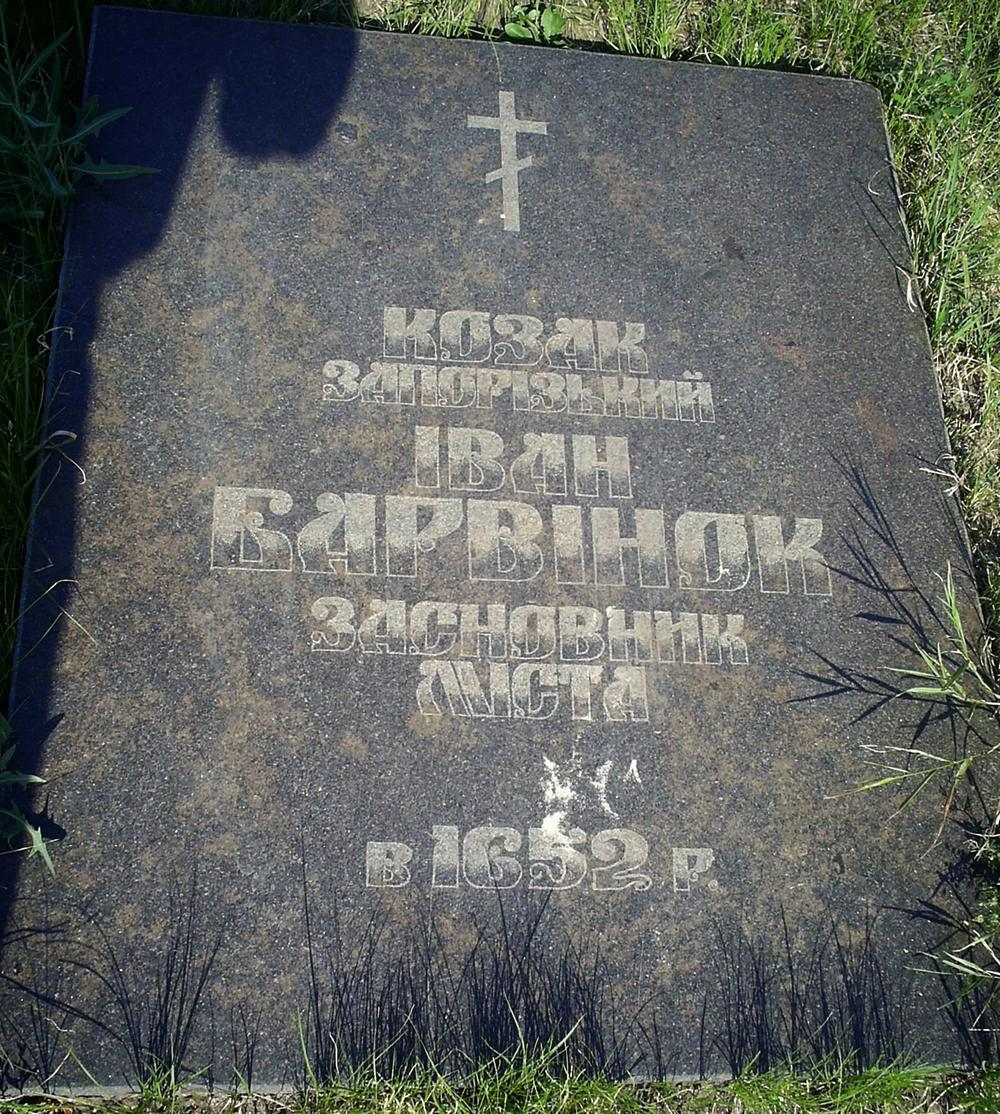
이반 바르비노크의 기념비